# Holacanthella laterospinosa
Holacanthella laterospinosa är en urinsektsart som först beskrevs av John Tenison Salmon 1944.  Holacanthella laterospinosa ingår i släktet Holacanthella och familjen Neanuridae. Inga underarter finns listade i Catalogue of Life.